# Cetatea Tauț

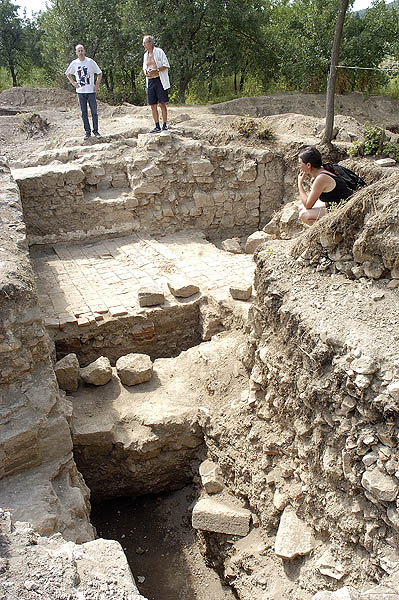
Cetatea Tauț

Cetatea Tauț este o cetate medievală cu valuri de apărare, datată din secolele XIII-XV. Situl se află pe o terminație de deal, o terasă domoală care coboară spre est, situată la circa 0,2 km vest de pârâul Cigher, la limita de sud-vest a comunei Tauț, fiind trecut pe lista monumentelor istorice din județul Arad cu cod LMI AR-I-s-A-00461.

## Descoperire arheologică
Apariția volumului Biserici medievale în județul Arad a constituit preambulul începerii primelor săpături arheologice sistematice la Tauț, în punctul ”La Cetate”. În anul 1999 s-au făcut primele investigații la fața locului, tot atunci realizându-se și o primă ridicare topografică a sitului. Săpăturile au început în toamna anului 2002, iar cele patru campanii arheologice care au urmat au permis dezvelirea unui ansamblu de clădiri orientat est-vest, care a aparținut unei biserici medievale construite în mai multe etape: prima biserică romanică suprapusă ulterior de biserica gotică mult mai amplă, care refolosește unele părți din prima biserică. Intervențiile succesive, care au urmat etapei inițiale de ridicare a primului lăcaș de cult, pe durata a aproape patru secole, au provocat edificiului modificări la intervale destul de mici de timp.
Obiectivele cercetării, rezultatele și interpretarea lor: A fost vizat spațiul de la sud de biserică (capela), spațiul funerar de pe latura nordică, zona de contact dintre colțul primei biserici și prelungirea de vest a bisericii gotice, precum și zona intrării de pe latura vestică. 
Colectivul șantierul arheologic: George Pascu Hurezan - responsabil științific, Florin Mărginean, Zsuzsanna Kopeczny (Complexul Muzeal Arad), Adrian Andrei Rusu (Institutul de Arheologie și Istoria Artei Cluj)